# Hallingdal Bataljons Marsch
Hallingdal Bataljons Marsch is het vroegste werk dat aan Johan Halvorsen wordt toegeschreven. Halvorsen schreef het waarschijnlijk voor zijn eerste orkest waar hij deel van uitmaakte, dat van het Muziekcorps van de tweede Brigade. Waarschijnlijk is het toen ook gespeeld, maar de gegevens daarover zijn verloren gegaan.. De marsmuziek is eenvoudig van aard. Binnen het Noorse militaire repertoire blijft het populair, want er verschijnen nog steeds opnamen van het werk.
Halvorsen arrangeerde het werk veel later tot een compositie voor “gewoon” orkest. Hij was toen al dirigent van het theaterorkest behorende bij het Theater in Bergen. Hij dirigeerde het werk voor het eerst aldaar op 18 december 1893. Het eigenaardige hiervan is dat de uitvoeringsdatums wel bekend zijn, maar dat het arrangement als verloren wordt beschouwd (dus omgekeerd aan de eerste versie).